# Райшев, Геннадий Степанович
Райшев Геннадий Степанович (18 ноября 1934 года, селение Сивохребт, Самаровский район, Остяко-Вогульский национальный округ, РСФСР, СССР — 8 ноября 2020 года, Ханты-Мансийск, Ханты-Мансийский автономный округ — Югра, Россия) — советский и российский художник, график, художник театра, член Союза художников России (1974), член-корреспондент Российской академии художеств (2007). Заслуженный художник Российской Федерации (2006).

## Биография
Родился 18 ноября 1934 года в селении Сивохребт Самаровского района Остяко-Вогульского национального округа (сейчас — Ханты-Мансийский район Ханты-Мансийского автономного округа), жил и работал в Ханты-Мансийске.
Учился в Сургутской «Красной» школе у знаменитого сургутского учителя и просветителя Аркадия Степановича Знаменского, закончил её в 1954 году. Его одноклассником был Белобородов Валерий Константинович, журналист, краевед, редактор-составитель книг по истории Обь-Иртышского севера.
В 1959 году — окончил филологический факультет Ленинградского педагогического института имени А. И. Герцена, в ходе обучения посещал вечернюю студию под руководством графика В. П. Ефимова.
С 1962 по 1975 годы — художник-оформитель в кинотеатре г. Карпинска.
С 1974 года — член Союза художников СССР.
С 1998 года — почётный академик Академии искусств и художественных ремёсел имени Демидовых.
С 2007 года — член Общественной Палаты Ханты-Мансийского автономного округа-Югры.
В 2007 году — избран членом-корреспондентом Российской академии художеств от Отделения Урала, Сибири и Дальнего Востока.
Геннадий Степанович Райшев умер 8 ноября 2020 года в г. Ханты-Мансийске.

## Творческая деятельность
Основные работы
- линогравюры — серии «Рыбаки большой Оби» (1967), «Лоси» (1968), «Плач гагар» (1969), «Нефтяные фонтаны» (1970), «Старый глухарь», «Земля предков» (обе — 1972);
- гравюры — «Мать земли», «Селезень-береза», триптих «Шайтан-озорник», «Поездка к священному острову» (все — 1970-е);
- живописные произведения — «Мужички салымские» (1973-76), «Шайтан вечерний» и «Шайтан утренний» (1973), серии «Болото» (1976), «Морошка-кашка» (1976-78), «Ягода-морошка» (1980), «Черёмуха цветёт» (1980) «Хантыйские Венеры» (1982);
- произведения, связанные с темой Великой Отечественной войны: «Груняха, мать поэта», «Пароход „Пономарёв“» (оба — 1972), «И. С. Райшев с веселком» (1973), «Дядя Ганя (Гаврило Солин)», «Захаров, вернувшийся с войны», «На стерляжьем песке» (все — 1975), «Салым. Забытый песок» (1976), «Утка, слетающая с гнезда» (1977), «Николай Песиков. Мыр Лапка», «Кто-то с горочки спустился», «Выходила на берег Катюша», «Стреляющий в утку», «Весенняя трель дятла» (все −1978), «Убитый глухарь», «Капкан в урмане» (обе — 1979);
- полотна, посвящённые судьбе хантов и манси: «Сломанные нарты» (1971), «На праздник» (1980), триптих «Перекличка богатырей» (1980), серия «Варовая пора» (1985), «Югорская легенда» (1985-87). Серия «Движение времени», «Сибирские бывальщицы» (оба — 2003), «Три косатых богатыря», «Воспоминания детства» (оба — 2004), «Люди полей», серия «Баня по-чёрному»; «Память горы», «Тройка» (все — 2005), «Образ женщины», «Образ мужчины» (оба — 2006), серия «Деревенские мотивы» (2006), серия «Мистическая черёмуха» (2007).

Литературные труды
- «Отчего мучается художник: вопросы творчества» (Екатеринбург, 1998 г.);
- «Диалог со зрителем. Беседы в мастер¬ской художника» (Ханты-Мансийск, 2001 г., ч. 1-2);
- «Диалог со зрителем. Беседы в мастерской художника» (Ханты-Мансийск, 2002 г., ч. 3).

## Награды
- Заслуженный художник Российской Федерации (2006)[1]
- Почётный гражданин Ханты-Мансийского автономного округа-Югры (2004)[2]
- Заслуженный деятель культуры Ханты-Мансийского автономного округа (1996)
- Почётный гражданин города Карпинска (1997)
- Премия «Звезда утренней зари» Депутатской Ассамблеи народов Севера, Сибири и Дальнего Востока
- Золотая медаль РАХ (2005)